# Ethiopica micrana
Ethiopica micrana là một loài bướm đêm trong họ Noctuidae.